# Distance (álbum)
Distance es el tercer disco de estudio de Hikaru Utada. Fue lanzado en 2001. Distance vendió 5,447,000 unidades en todo el mundo y alcanzó el puesto número 1 en los Rankings. Permaneció allí durante 45 semanas, y fue el álbum más vendido del año 2001.
También, es el segundo álbum que más ventas ha recaudado en una semana de todos los tiempos (3 millones), siendo superada por la cantante británica Adele con su álbum 25 (5.7 millones)

## Lista de canciones
1. Wait & See ~Risk~ (Wait & See ~リスク~)
2. Can You Keep A Secret?
3. Distance
4. Sunglasses (サングラス)
5. Drama (ドラマ)
6. Eternally
7. Addicted To You [Up-In-Heaven Mix]
8. For You
9. Kettobase! (蹴っ飛ばせ!)
10. Parody
11. Time Limit (タイム・リミット)
12. Kotoba ni Naranai Kimochi (言葉にならない気持ち)
13. HAYATOCHI-REMIX (Bonus Track)

## Rivalidad
Este disco fue famoso porque en su día causó gran rivalidad con A Best de su rival Ayumi Hamasaki, dado que, por una artimaña de marketing, fueron lanzados el mismo día. Finalmente Distance alcanzó el número 1 en los charts en sus primeras dos semanas, aunque luego fue superado por el otro álbum y se quedó en tercera posición.
- Datos: Q2699535